# 普萊岑山
47°19′58″N 14°37′1″E / 47.33278°N 14.61694°E

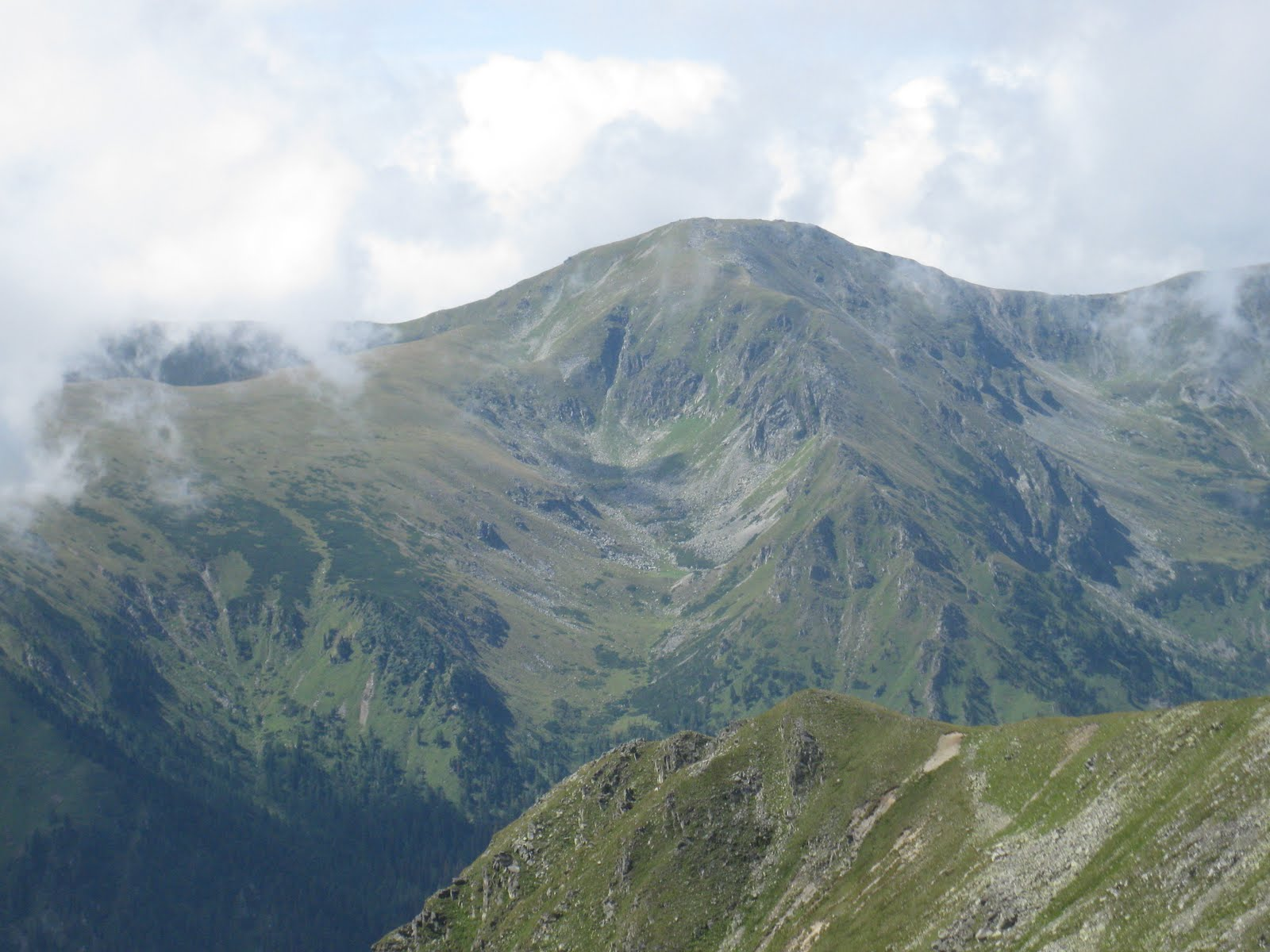

普萊岑山（德語：Pletzen），是奧地利的山峰，位於該國東南部，由施泰爾馬克州負責管轄，屬於塞考爾陶恩山脈的一部分，距離蓋爾豪普特峰4.9公里，海拔高度2,345米，每年平均降雨量1,632毫米。